# Park Jin
Park Jin (Hangul:박진, Hanja:朴晉, 25 août 1560 - mars 1597) est un général et homme politique coréen de la période Joseon. Il est un des généraux de la guerre Imjin.

## Source de la traduction
1. ↑  « Tombe de Park Jin »(Archive.org • Wikiwix • Archive.is • Google • Que faire ?) (ko)

- (en) Cet article est partiellement ou en totalité issu de l’article de Wikipédia en anglais intitulé « Park Jin » (voir la liste des auteurs).